# Velnos
Velnos era el déu de l'inframon o el cel nocturn en la mitologia indoeuropea. No queden restes directes del seu culte, però la seva existència i característiques s'ha pogut establir per la relació etimològica i funcionals entre els diferents déus que s'ha trobat en les llengües indoeuropees. La seva existència, però, està discutida.
Deïtats amb les quals se'l relaciona:
- Vedisme: Varuna
- Grec: Urà (que també és un mot per al cel)
- Eslaus: Veles